# قتاد موري
القَتَاد الموري (باللاتينية: Astragalus maurorum) نوع نباتي عشبي من جنس القتاد.

## البيئة والانتشار
موطنه المغرب العربي.

## مرادفات للاسم العلمي
- (باللاتينية: Astragalus pseudogombo Fern. Casas (provisional))